# 嘉定府路
嘉定府路，元至元十三年（1276年）以嘉定府置，治龙游县（今四川乐山市）。属四川等处行中书省。辖境相当今四川省大邑、邛崃、彭山、蒲江、洪雅、丹棱、眉山、青神、乐山、峨眉山、峨边、犍为、荣县、威远、夹江等市县地。明洪武四年（1371年）复为府。